# Hans-Georg Lippert
Hans-Georg Lippert (* 27. April 1957 in Bad Neuenahr-Ahrweiler) ist ein deutscher Bauforscher.

## Wirken
Nach dem Architekturstudium an der Universität Kaiserslautern und der TH Darmstadt war er dort von 1984 bis 1988 wissenschaftlicher Mitarbeiter am Fachgebiet Baugeschichte. Nach der Promotion 1989 war er von 1990 bis 1997 Architekt und Bauhistoriker bei der Dombauverwaltung Köln. 1997 erfolgte die Habilitation an der Universität Dortmund. Von 1998 bis 2023 war Lippert als Nachfolger von Klaus Mertens Professor für Baugeschichte am Institut für Baugeschichte, Architekturtheorie und Denkmalpflege (IBAD) der TU Dresden; seit 1. April 2023 ist er Seniorprofessor.
Lipperts Forschungsschwerpunkte sind der Kölner Dom, Architektur des 20. Jahrhunderts (vor allem mit Blick auf deren Zeichenhaftigkeit und symbolische Aussagen), Moderne versus Traditionalismus und Klassizität im 20. Jahrhundert, Architektur in Spielfilm, Comic und Werbung.

## Mitgliedschaften
- Koldewey-Gesellschaft, Vereinigung für baugeschichtliche Forschung[2]
- Sächsische Akademie der Wissenschaften zu Leipzig[3]

## Schriften (Auswahl)
(Publikationsliste auf tu-dresden.de, abgerufen am 12. September 2023.)
- Das Haus in der Stadt und das Haus im Hause. Bau- und Wohnformen des 13.–16. Jahrhunderts gezeigt an Beispielen aus Limburg an der Lahn und anderen Städten in Hessen. München 1992, ISBN 3-422-06073-1.
- Historismus und Kulturkritik. Der Kölner Dom 1920–1960. Köln 2001, ISBN 3-922442-33-1.
- Eintracht und Ausdauer? Dombauverwaltung und Dombauhütte zwischen 1884 und 1904; in: Kölner Domblatt 59 (1994), S. 308–317.
- Brandschutz am Kölner Dom gestern und heute; in: Kölner Domblatt 56 (1991), S. 310–322.
- Maßnahmen zur baulichen Bestandsaufnahme und baugeschichtlichen Forschung am Dom; in: Kölner Domblatt 56 (1991), S. 306–310.
- Neue Obergeschoss-Grundrisse des Doms; in: Kölner Domblatt 55 (1990), S. 251–258.
- Das Haus Schetting in Blieskastel-Breitfurt. Ein saarländisches Bauernhaus des frühen 19. Jahrhunderts und seine Geschichte; in: Arbeitskreis für Hausforschung (Hrsg.): Zur Bauforschung im Rheinland (= Berichte zur Haus- und Bauforschung, Bd. 5), Marburg 1998, S. 272–292.
- Systeme zur Dachentwässerung bei gotischen Kirchenbauten; in: Das Bauwerk als Quelle. Beiträge zur Bauforschung. Walter Haas zum 65. Geburtstag (= architectura 1–2/1994), S. 111–128.
- Das Gotische Haus Römer 2-4-6 (= Limburg a. d. Lahn, Forschungen zur Altstadt, Heft 1), Limburg/Lahn 1992. (Zusammen mit Elmar Altwasser und Ulrich Klein)
- Das gotische Haus in Limburg/Lahn; in: Bauwelt 46/1984, S. 1952–1955. (Zusammen mit Reinhard Reuter)
- Die Alte Friedhofskapelle in Meerane und ihre Geschichte; in: Die Alte Friedhofskapelle in Meerane 1873–2023, Meerane 2023, S. 21–33